# Orquesta Sinfónica del Cusco
La Orquesta Sinfónica del Cusco es una orquesta sinfónica estatal con sede en Cusco, Perú. Es administrado por la Dirección Desconcentrada de Cultura del Gobierno Regional del Cusco. Su director es el cusqueño Theo Tupayachi y está conformada por 51 músicos.
La orquesta fue creada por Resolución Directoral N.º 021/INC-Cusco del 10 de marzo del 2009. Su objetivo es promover y difundir el patrimonio musical regional, nacional y clásico universal. La orquesta realiza más de sesenta conciertos al año y ha realizado conciertos de proyección social en las diferentes provincias del departamento del Cusco y se ha presentado en varias oportunidades en las ciudades de Arequipa, Abancay, Puerto Maldonado, Puno, Tacna, Ayacucho y el Gran Teatro Nacional del Perú en Lima. Ha realizado cinco producciones discográficas de música peruana.